# Julius Maternus

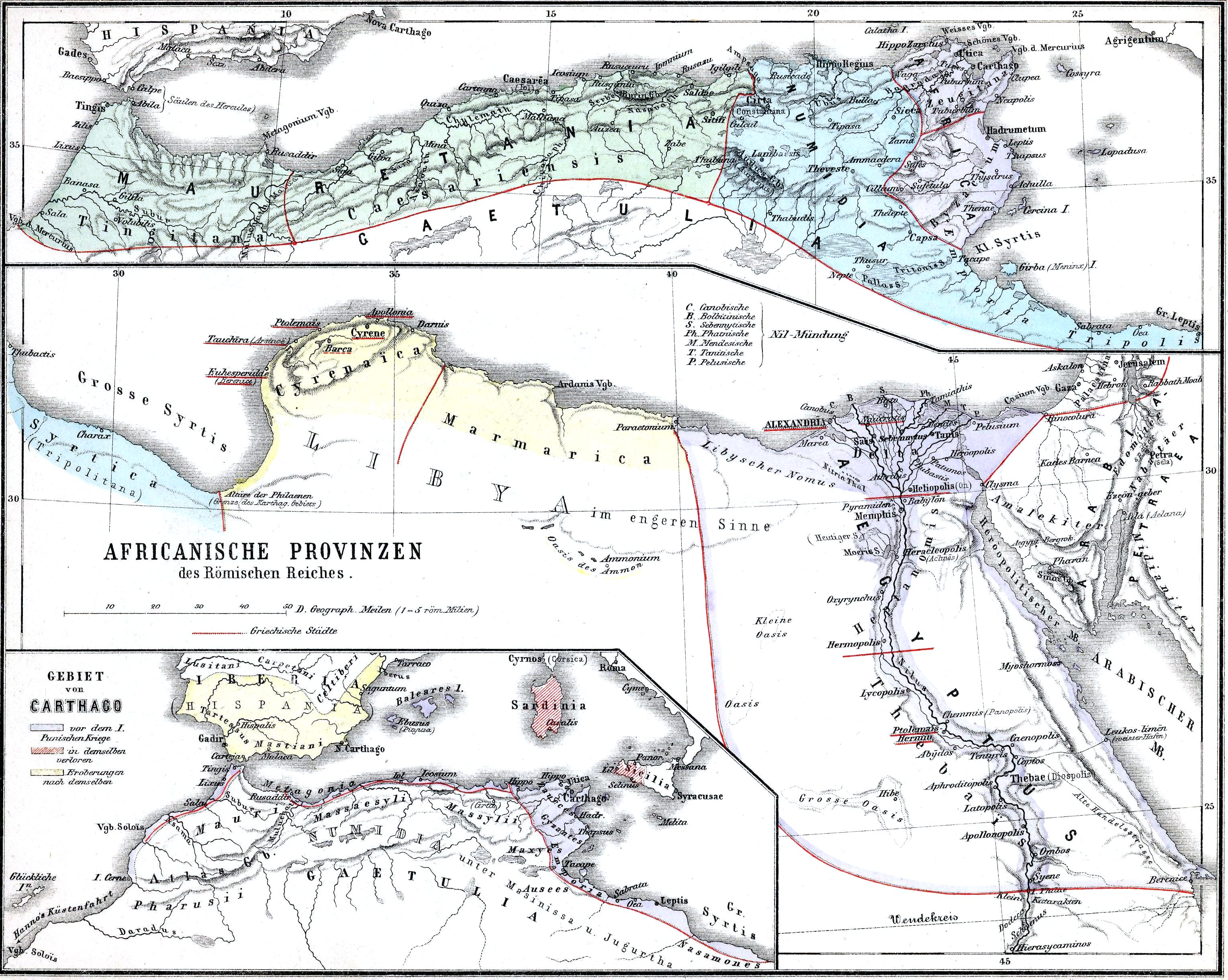
Mapa severní Afriky pod nadvládou Římanů

Julius Maternus (1. století, Starověký Řím) byl římský cestovatel, vojevůdce a snad i obchodník. V roce 86 se z přístavu Leptis Magna v Libyi dostal ke Garamantům v Fezzánu a účastnil se tažení na jih přes poušť Sahara.
Po Luciu Balbovi v roce 19 př. n. l., který vyslal římskou expedici vedenou Septimem Flaccem , a Suetoniu Paulinovi v roce 50 byl Maternus třetím římským vojevůdcem, který pronikl do nitra afrického kontinentu. Po těžké cestě z Fezzánu po 4 měsících dospěl do země "Etiopů" (černochů), zvané Agisymba, bohaté na divokou zvěř, z nichž Maternus několik popsal, mezi nimi i hrocha a nosorožce. Lokalizace Agisymby není dnes jasná, předpokládá se oblast okolo Čadského jezera a také na území u pohoří Tibesti.